# Dirk Obbink
Dirk Obbink (* 1957 in Lincoln, Nebraska) ist ein US-amerikanischer Gräzist und Papyrologe. Er wirkte von 1995 bis 2020 als Lecturer in Papyrology and Greek literature an der Universität Oxford sowie von 2003 bis 2012 als Professor in Papyrology an der Universität Michigan.

## Leben
Dirk Obbink, dessen Vorfahren aus dem niederländischen Sprachgebiet in die USA eingewandert waren, studierte zunächst Englisch (bis zum B.A.), dann Klassische Philologie und Papyrologie an der University of Nebraska (bis zum M. A.). An der Universität Stanford wurde er 1986 mit einer Dissertation über die Abhandlung Über die Frömmigkeit des griechischen Philosophen Philodem zum Ph. D. promoviert. Nach einer Assistant professorship an der Columbia University in New York wurde er 1995 zum Lecturer in Papyrology and Greek literature der Faculty of Classics an der Universität Oxford und zum Leiter des Oxyrhynchus Papyri Project berufen. Gleichzeitig war er von 2003 bis 2012 Ludwig Koenen Collegiate Professor in Papyrology an der Universität Michigan.
Im Jahr 2001 erhielt Obbink eine MacArthur Fellowship für seine Arbeit an den Papyri aus Oxyrhynchus und Herculaneum. Am 16. Mai 2007 verlieh ihm die Katholieke Universiteit Leuven ein Ehrendoktorat. 2014 erwarb Obbink neben einem Landhaus nahe Oxford auch ein großes Anwesen in Waco, Texas, das im 19. Jahrhundert errichtete Cottonland Castle, das er 2019 wieder verkaufte.

## Arbeitsschwerpunkte
Obbink hat sich durch eine mustergültige und revolutionäre Edition der Schrift des Philosophen Philodem Über die Frömmigkeit als einer der führenden Papyrologen auf dem Gebiet der griechischen Philologie etabliert und ist einer der Mitarbeiter des Philodemus Project. In dieser Edition hat er die größtenteils verkohlten und daher äußerst schwer zu entziffernden und zu rekonstruierenden Papyrusrollen aus Herculaneum überzeugend zu einem Ganzen zusammengefügt. In Oxford arbeitete er bis 2016 an den Oxyrhynchus Papyri (siehe unten). Seit 1999 setzt er zur Entzifferung von Papyri die Multi-Spectral-Imaging (MSI)-Technik ein. Aus der Arbeit an der Philodem-Edition heraus widmete er weitere Studien der hellenistischen Philosophie. Obbink beschäftigt sich jedoch auch mit anderen schwierigen Papyri wie etwa dem Derveni-Papyrus, dem Artemidor-Papyrus und solchen aus den Bereichen der antiken Magie und Astrologie. Zuletzt hat Obbink eine kritische Textedition des astrologischen Gedichts des Anubion vorgelegt.
2014 identifizierte er Fragmente von zwei bisher unbekannten Gedichten Sapphos, darunter das sogenannte „Brüdergedicht“, in dem Sappho die Heimkehr ihres älteren Bruders Charaxos besingt und auch ihren jüngeren Bruder Larichos erwähnt. Die Authentizität der Fragmente ist seither in Frage gestellt worden.

## Vorwürfe
2016 wurde Obbinks Tätigkeit als Leiter des Oxyrhynchus Papyri Project überraschend beendet, da ihm die Egypt Exploration Society (EES), Eigentümerin der Sammlung, Unregelmäßigkeiten vorwarf. 2019 wurde bekannt, dass man Obbink vorwirft, mindestens 13 kostbare frühchristliche Papyri aus dem Besitz der Sammlung illegal an das amerikanische Unternehmen Hobby Lobby verkauft zu haben, das 11 der Stücke an das Museum of the Bible in Washington, D.C. weitergab. Vertreter der EES geben an, im Besitz eines 2013 von Obbink mit Hobby Lobby, dessen Eigentümer evangelikale Christen sind, geschlossenen Kaufvertrages über vier der fraglichen Papyri zu sein. Obbink habe sich gegenüber den Käufern fälschlich als Eigentümer der Papyri ausgegeben. Insgesamt seien etwa 120 Papyri verschwunden, zusammen mit den entsprechenden Katalogeinträgen.
Überdies wurde Obbink vorgeworfen, Papyri absichtlich zu früh datiert zu haben, um ihren Verkaufswert zu erhöhen; die von ihm 2014 präsentierten Sappho-Fragmente (siehe oben) wiederum seien von unklarer Herkunft und daher möglicherweise illegal auf dem Schwarzmarkt erworben worden oder sogar gefälscht. Das Museum of the Bible hat die 2013 erworbenen Texte inzwischen an die EES zurückgegeben. Obbink wurde im Juni 2019 bis zur Klärung der Vorwürfe, die er bestreitet, der Zugang zu den papyrologischen Sammlungen in Oxford entzogen. Im Februar 2020 löste die Universität das Arbeitsverhältnis mit Obbink.
Obbink erklärte im Oktober 2019, der Kaufvertrag sei eine Fälschung, und er sei das Opfer einer Intrige. Im März 2020 wurde er von der britischen Polizei festgenommen, nach einem Verhör aber unter Auflagen zunächst wieder aus der Haft entlassen. Die polizeilichen Ermittlungen dauern an.
Parallel zu den strafrechtlichen Auseinandersetzungen liefen zivilrechtliche Klagen. Im März 2021 hatte die hinter dem Museum of the Bible stehende Hobby Lobby-Gruppe Obbink verklagt. In der Klageschrift wird darauf verwiesen, Obbink habe während seiner wissenschaftlichen Karriere immer wieder mit Antiquitäten gehandelt, und ihm vorgeworfen, etwa 120 Objekte der Egypt Exploration Society aus der zur University of Oxford gehörenden Bodleian Art, Archaeology and Ancient World Library (bis 2023 Sackler Library) gestohlen zu haben. Zum Zeitpunkt der Klage seien 32 Objekte aus dem Besitz der Egypt Exploration Society identifiziert, die Obbink zwischen 2010 und 2013 in sieben Geschäftstransaktionen für über 7 Millionen US-$ an Hobby Lobby verkauft habe. Die Kläger fordern Entschädigung. Ende November 2021 wurde ein Versäumnisurteil erlassen, da „der Beklagte Dirk D. Obbink keine Antwort auf die Klage eingereicht oder anderweitig reagiert hat“. Damit muss Obbink die verlangte Entschädigung zahlen. 2023 wurde der Gerichtsort von New York nach Oklahoma, den Sitz von Hobby Lobby, verlegt. Im März 2024 wurde dort das Urteil gegen Obbink bestätigt.

## Schriften
Kritische Editionen
- Philodemus on Piety Part I. Critical Text with Commentary, Oxford: Clarendon Press 1996. ISBN 0-19-815008-3. Rezension von: Lee T. Pearcy, in: Bryn Mawr Classical Review 97.12.19
- Anoubion, Elegiacs, in: The Oxyrhynchus Papyri Vol. 66 ed. N. Gonis and others, nos. 4503–7, Egypt Exploration Society, London, 66, 1999, S. 67–109.
- Anubio, Carmen astrologicum elegiacum. Recensuit Dirk Obbink (Bibliotheca scriptorum Graecorum et Romanorum Teubneriana), Berlin, New York: Walter de Gruyter 2006, ISBN 3-598-71228-6 Google Bücher ; Rezension von: Roger Beck, Bryn Mawr Classical Review 2007.09.28

Herausgeberschaften
- (Hrsg., mit Christopher A. Faraone): Magika Hiera: Ancient Greek Magic and Religion (Oxford University Press, 1991). Rezension von: Simon Pulleyn, in: The Classical Review, New Series, Bd. 42.1 (1992), S. 89-90; Gregory W. Dickerson, in: Bryn Mawr Classical Review 02.04.08
- (Hrsg.): Philodemus and Poetry: Poetic Theory and Practice in Lucretius, Philodemus, and Horace. Oxford: Oxford University Press, 1995. ISBN 0-19-508815-8. Rezension von: Lee T. Pearcy, in: Bryn Mawr Classical Review 97.2.12
- (Hrsg., mit Roger S. Bagnall): Columbia Papyri X (American Studies in Papyrology, 34). Atlanta: Scholars Press, 1996. ISBN 0-7885-0275-1. Rezension von: Kirsti Copeland, in: Bryn Mawr Classical Review 97.6.15
- (Hrsg., mit Mary Depew): Matrices of Genre. Authors, Canons and Society, Cambridge Mass. 2000. Google Bücher . Rezension von: Benjamin Acosta-Hughes, in: Bryn Mawr Classical Review 2001.09.07
- (Hrsg., mit John T. Fitzgerald und Glenn Stanfield Holland): Philodemus and the New Testament world (Novum Testamentum. Supplements 111), Leiden: Brill 2004, ISBN 9-004-11460-2, Google Bücher

Artikel
- ‘What all men believe — must be true’: Common conceptions and consensio omnium in Aristotle and Hellenistic philosophy, in: Julia Annas (Hrsg.): Oxford Studies in Ancient Philosophy, Bd. 1, Oxford: Oxford University Press 1992, S. 193-231, ISBN 0-198-24047-3, Google Bücher
- A Quotation of the Derveni Papyrus in Philodemus' On Piety, in: Cronache Ercolanesi, 24, 1994, S. 111–135.
- Philodemus’ De pietate: Argument, Organization and Authorship, in: Papyrologica 4, 1994, S. 203–231
- The Stoic Sage in the Cosmic City, in: Katerian Ierodiakonu (Hrsg.), Topics in Stoic Philosophy, Clarendon, Oxford 1999, S. 178–196
- ‘All Gods are true’ in Epicurus, in: Dorothea Frede, André Laks (Hrsg.): Traditions of theology: studies in Hellenistic theology, its background and aftermath (Philosophia antiqua, Bd. 89), Leiden: Brill 2002, S. 183-222, ISBN 9-004-12264-8, Google Bücher
- Editing Classical Commentary, Vortragsabstract, American Philological Association, 139th Annual Meeting, Chicago, January 3-6, 2008

Übersetzungen
- Marcello Gigante: Philodemus in Italy: The Books from Herculaneum. Übers. Dirk Obbink. Ann Arbor: University of Michigan Press, 1995. ISBN 0-472-10569-8, Google Bücher: . Rezension von: Alan C. Mitchell, Bryn Mawr Classical Review 96.9.24